# Mehna
Mehna es un municipio situado en el distrito de Altenburger Land, en el estado federado de Turingia (Alemania), a una altitud de 240 metros. Su población a finales de 2016 era de unos 300 habitantes y su densidad poblacional, 62 hab/km².
Dentro del distrito, el municipio está asociado a la mancomunidad (Verwaltungsgemeinschaft) de Rositz, cuya capital es Rositz. En su territorio se incluyen las pedanías de Rodameuschel y Zweitschen, antiguos municipios que se integraron en el término municipal de Mehna en 1950.
Se conoce la existencia de la localidad desde 1172 y de su iglesia desde el siglo XIII. Antes de la unificación de Turingia en 1920, la localidad pertenecía al ducado de Sajonia-Altemburgo.